# Áron Tamási
Áron Tamási (vlastním jménem János Tamás) (20. září 1897 – 26. května 1966) byl maďarský spisovatel. Stal se známým díky příběhům ze sikulského prostředí.

## Život
Narodil se do sikulské rodiny ve Farkaslace (dnešní Lupeni v Harghitské župě), vystudoval práva a obchod na univerzitě Babeș-Bolyai. V roce 1923 emigroval do USA, brzy poté se stalo jeho rodné Sedmihradsko částí Rumunska. Tady napsal jeho první román (psal v maďarštině), která byla publikována v Kluži. Domů se vrátil v roce 1926 a v Sedmihradsku žil až do roku 1944, kdy se přestěhoval do Budapešti. Tam žil až do své smrti v roce 1966. Na své přání byl pohřben na území Sikulska.

## Díla
- Szász Tamás, a pogány – Cluj-Napoca, 1922 – povídky
- Lélekindulás – Cluj-Napoca, 1925 – povídky
- Szűzmáriás királyfi – 1928 – román. Kniha vyšla v roce 1942 česky pod názvem Sikulský kralevic (přeložil Arno Kraus st.) [1]
- Erdélyi csillagok 1929 - povídky
- Címeresek – Cluj-Napoca, 1931 – román
- Helytelen világ – Cluj-Napoca, 1931 – povídky
- Ábel a rengetegben – Cluj-Napoca, 1932 – román
- Ábel az országban – Cluj-Napoca, 1934 – román
- Ábel Amerikában – Cluj-Napoca, 1934 – román
- Énekes madár – Budapest, 1934 – drama
- Rügyek és reménység – Budapest, 1935 – povídky
- Jégtörő Mátyás – Cluj-Napoca, 1936 – román
- Tündöklő Jeromos – Cluj-Napoca, 1936 – drama
- Ragyog egy csillag – Cluj-Napoca, 1937 – román
- Virágveszedelem – Budapest, 1938 – povídky
- Magyari rózsafa – Budapest, 1941 – román
- Vitéz lélek – Budapest, 1941 – drama
- Csalóka szivárvány – Budapest, 1942 – drama
- Összes novellái – Budapest, 1942 – povídky
- A legényfa kivirágzik – Budapest, 1944 – povídky
- Hullámzó vőlegény – Budapest, 1947 – drama
- Zöld ág – Budapest, 1948 – román
- Bölcső és bagoly – Budapest, 1953 – román
- Hazai tükör – Budapest, 1953 – román
- Elvadult paradicsom – Budapest, 1958 – povídky 1922-26
- Világ és holdvilág – Budapest, 1958 – povídky 1936-57
- Hegyi patak – 1959, drama
- Szirom és Boly – Budapest, 1960 – román
- Játszi remény – Budapest, 1961 – povídky
- Akaratos népség – Budapest, 1962 – drama
- Hétszínű virág – Budapest, 1963 – povídky

### Reference

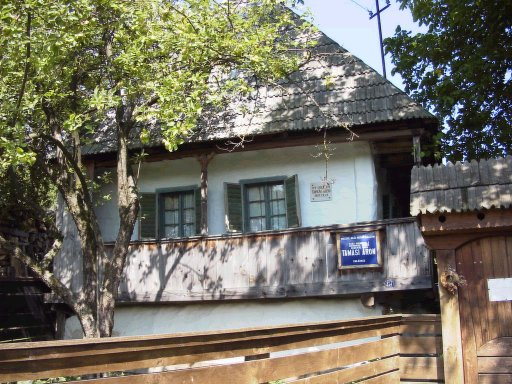
Rodný dům Árona Tamásiho